# Frank Vargas Pazzos
Frank Vargas Pazzos (Chone, Manabí, 15 de julio de 1934) es un exmilitar ecuatoriano. Fue Comandante General de la Fuerza Aérea Ecuatoriana y Presidente del Comando Conjunto de las Fuerzas Armadas del Ecuador.

## Primeros años
Desde niño en su ciudad natal Chone (Provincia de Manabí) trabajó en las faenas del campo para pagarse sus estudios, a pesar de haber pertenecido a una familia adinerada. Durante su niñez trabajo en la hacienda de sus padres junto al ganado, amansando potros, sembrando y cosechando café, cacao, maíz, arroz y frutas. Productos que solía salir a vender antes de ir a la escuela.
Inició sus estudios primarios en la escuela Abdón Calderón pero luego pasó a la escuela Juan Montalvo, ambas en Chone, donde se destacó en deportes. Sus estudios secundarios los comenzó en el Colegio Nacional Olmedo de Portoviejo donde estudiaba su hermano mayor Rene Vargas Pazzos, quien decidió volverse militar y dejó Manabí para ingresar al Colegio Militar Eloy Alfaro en la ciudad capital Quito. Frank habría de seguirle un año después, pero terminó la secundaria en el Instituto Nacional Mejía.
Ingresó a la Escuela Superior Militar de Aviación (ESMA) en el año 1955 y se graduó como piloto el 5 de julio de 1957 en la escuela de pilotos de guerra de la USAF en Lackian, cerca de San Antonio, Texas (Estados Unidos). De regreso a Ecuador se incorporó al cuerpo de oficiales de la base aérea de Guayaquil con el grado de subteniente en ese año. Hizo una carrera militar destacada con servicios en las bases militares de Salinas, Guayaquil y Taura, donde operó entre otros, los aviones T-6; T-28 Trojan; Gloster Meteor; Strikemaster Mk 89/89A.
Fue comandante de la Base Aérea de Taura en donde actuó como líder de un acto de insubordinación por defender los derechos y beneficios del personal de tropa ante el presidente José María Velasco Ibarra. Fue también agregado militar aéreo en Londres; comandante de la Segunda Zona Aérea y comandante general de la Fuerza Aérea Ecuatoriana (FAE). En 1983 fue nombrado por su compadre, el presidente ecuatoriano León Febres-Cordero Ribadeneyra, jefe del Comando Conjunto de las Fuerzas Armadas del Ecuador.

## Taurazo

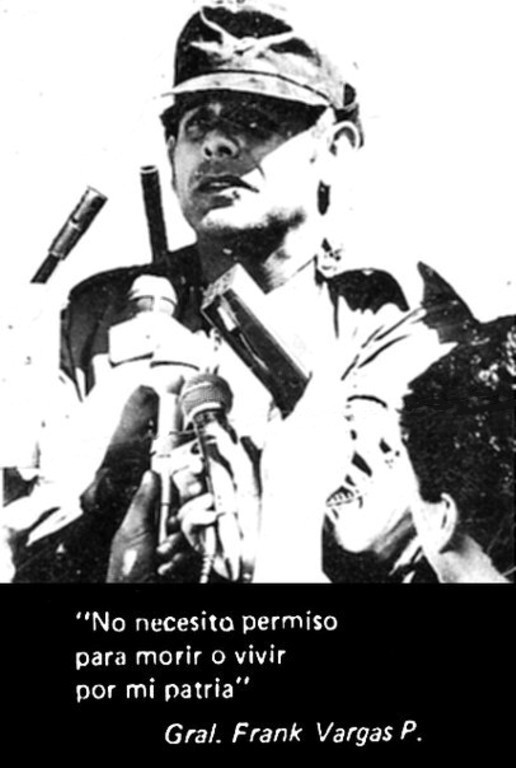
"No necesito permiso para morir o vivir por mi patria."
Teniente General, Frank Vargas Pazzos, 1986.

El 14 de marzo de 1986 su carrera militar terminó al ser detenido en la Base Aérea de Quito por efectivos del Ejército leales al gobierno, por acusaciones infundadas sobre una negociación fraudulenta incurrida por altos funcionarios del gobierno de Leon Febres Cordero que contrataron la compra de un avión Fokker 100 con un sobreprecio de casi seis millones de dólares. Este avión estaba destinado a ser usado por TAME para vuelos comerciales y militares en rutas nacionales. La transacción fue hecha en Florines holandeses y las garantías ofrecidas fueron aceptadas en dólares americanos. Las transacciones fueron manejadas por una compañía ecuatoriana que representó a la firma holandesa fabricante del avión. Luego de una "investigación"; la Contraloría fijó glosas sin señalar culpables. Frank Vargas Pazzos continuó detenido a pesar de que el congreso decretó una amnistía que el presidente se negó a publicar en el Registro Oficial.
En enero de 1987 miembros del escuadrón de protección de la Base Aérea de Taura secuestraron al presidente Febres-Cordero, al Ministro de Defensa, al Comandante del Ejército, al Jefe del Comando Conjunto de las Fuerzas Armadas y a otros miembros de la comitiva presidencial durante la ceremonia de bienvenida en una visita protocolaria a la Base Aérea de Taura y obtuvieron del presidente garantías verbales y por escrito de la liberación del general Frank Vargas Pazzos, de una amnistía por las acciones de ese día y de la publicación del decreto legislativo pertinente en el Registro Oficial. Durante la acción de captura del presidente y de los miembros de su comitiva uno de los guarda-espaldas del presidente disparó su pistola con dirección a los amotinados hiriendo a tres de ellos; los amotinados devolvieron fuego matando a uno de ellos e hiriendo a otros dos; varios miembros de la comitiva sufrieron además vejaciones y agresiones físicas cuando se negaron a cumplir con las instrucciones de los amotinados.
Varios días después, la mayor parte de los sublevados fueron capturados por miembros del grupo de fuerzas especiales de la infantería de marina. Entre los amotinados estaban el hijo político del general Frank Vargas Pazzos (que era un oficial piloto), y el comandante de la compañía de protección de la base. En estos sucesos la prensa exaltó la actuación destacada del Cabo De Loor (alias "Zambo Colorado").

## Vida política
- Fue Candidato Presidencial en 1988, 1992 y 1996 por el Partido Acción Popular Revolucionaria Ecuatoriana (APRE)
- Durante el gobierno de Abdalá Bucaram ocupó un escaño de Diputado y fue nombrado Ministro de Gobierno.
- Fue Candidato en el año 2002 a Vicepresidente de la República por el Partido Roldosista Ecuatoriano (PRE).

## Honores al expresidente León Febres-Cordero
Un acontecimiento que causó enorme sorpresa, sobre todo en la izquierda ecuatoriana, fue la despedida que realizó el general Vargas Pazzos a su antiguo comandante en jefe con un saludo, con antelación a la muerte del presidente Febres-Cordero.
Este hecho fue de particular relevancia porque poco tiempo antes se indultó a los militares que participaron en el secuestro al expresidente y que fue transmitido en los medios de difusión publica y que tenía por objeto fortalecer la posición de la izquierda en el Ecuador previo al proceso constituyente de 2008 promovido por el expresidente Rafael Correa Delgado.
A través de un comunicado la familia del fallecido exmandatario León Febres-Cordero entregó la transcripción del diálogo que este mantuvo con el general Frank Vargas Pazzos cuando recibió su visita en la clínica Guayaquil el pasado 10 de diciembre.
Según el texto el yerno de LFC, Miguel Orellana, anunció a LFC la presencia del militar retirado, quien protagonizó una sublevación que culminó con el secuestro del expresidente en la base de Taura.
Vargas expresó a Febres-Cordero: “Le doy mi mano de amigo y de lealtad al presidente, de su comandante general... Jamás yo atenté contra su vida... Quizás hubo errores, pero hoy vengo con esta misma seguridad y sencillez a abrazar a un gran hombre ecuatoriano”.
El exalcalde, según afirma la familia de LFC, le contestó: “He aceptado su visita porque el Ecuador siempre estará primero y los asuntos de honor solo se salvan por nuestra Patria”.
Enseguida el exjefe de la FAE señaló: “A usted señor presidente, toda mi vida le serví con lealtad... Especialmente la que usted se merece”.
Tras esas palabras, dice el comunicado, Vargas se retiró cuadrándose ante el enfermo: “Me retiro por respeto a este momento de dolor, tenga fuerza hasta los últimos instantes, como usted demostró, un hombre de carácter y de voluntad”.
Vargas expresó en una entrevista con este diario que LFC le apretó la mano y, al acercar su oído a la boca del exmandatario, este le indicó: “Frank, yo te quiero mucho, me equivoqué contigo". Afirmó: "Esta visita es... ¿cómo se dice esa cosa que te cura?... como un bálsamo para mi dolor. Yo le dije: Usted es un luchador, un guerrero. Me trató de Frank y me señaló: Qué tarde este encuentro entre los dos”.
Allegados al exmandatario comentaron hace varios días que para recibir al exjefe del Comando Conjunto de las FF.AA. León pidió consejo a quienes integraban la cúpula militar de su gobierno. 
En esa cita, que se desarrolló en la clínica Guayaquil, un día antes de la visita de Vargas, estuvo también el alcalde de Guayaquil Jaime Nebot Saadi.